# Oskar Bolza
Oskar Bolza (Bad Bergzabern, 12 de maio de 1857 — Freiburg im Breisgau, 5 de julho de 1942) foi um matemático alemão.
Foi inicialmente estudante de engenharia mecânica, depois física, e a partir de 1878 matemática, em Berlim (aluno de Karl Weierstrass), Heidelberg, Estrasburgo e Göttingen (aluno de Hermann Amandus Schwarz).
Lecionou em um ginásio de Freiburg, doutorado em 1886 em Göttingen, orientado por Felix Klein. Após passagem pela Inglaterra em 1887 (Cambridge, Edinburgh e Londres), estabeleceu-se nos Estados Unidos. Em 1910 retornou à Alemanha, como professor na Universidade de Freiburg, onde aposentou-se em 1933.
Apresentou uma Colloquium Lecture em 1901.

## Obras
- Lectures on the calculus of Variations